# Галисийская литература
Галиси́йская литерату́ра — литература галисийского народа, созданная на галисийском языке. Долгий и тернистый путь развития галисийской литературы характеризуется аномальным периодом так называемых «тёмных веков», когда на протяжении трёх столетий — XVI, XVII и XVIII — в условиях абсолютного доминирования испанского языка за редким исключением практически не создавались литературные произведения на галисийском языке. Термин «галисийская литература» является более широким по значению, чем «литература Галисии», поскольку включает также авторов, писавших на галисийском языке за пределами своей родины, которые, прежде всего по политическим причинам, вынуждены были покинуть её и эмигрировать в другие страны. Долгое время целый ряд авторов сохранял двуязычие, создавая произведения как на галисийском, так и на испанском языках, как, например, Росалия де Кастро и Рамон Мария дель Валье-Инклан, Альваро Кункейро и Хосе Анхель Валенте. В условиях Франкистской Испании понятия «галисийский народ» и «галисийский язык» отсутствовали в научном обиходе, что было зафиксировано в Краткой литературной энциклопедии. Ситуация существенно изменилась только после смерти каудильо Франко в 1975 году, когда Галисия получила статус автономного сообщества в составе Испании в 1981 году.
В настоящее время авторы галисийской литературы объединены в созданную в 1980 году Ассоциацию писательниц и писателей галисийского языка.

## Галисийско-португальская лирика XII—XV веков
Зарождение и развитие галисийской литературы, также как и многих литератур Европы, началось с возникновением поэзии, первым этапом которой считается галисийско-португальская лирика или куртуазная поэзия трубадуров и жонглёров королевства Галисия конца XII — середины XV веков.
В XIII—XIV веках более 150 лет старогалисийский язык, также условно именуемый галисийско-португальским, использовался в качестве литературного койне трубадуров центральной и западной части Пиренейского полуострова. Во времена короля Кастилии и Леона Альфонсо X научные труды составлялись на латыни, деловые документы — на кастильском, а языком первого литературного течения центральной и западной части Пиренейский полуострова служил так называемый галисийско-португальский язык. В XIV веке королевство Галисия окончательно было закреплено за кастильской короной, что обусловило постепенное вытеснение старогалисийского языка из политической и культурных сфер. За этим последовал длившийся более 300 лет продолжительный период Тёмных веков (Séculos Escuros, XVI—XVIII века), когда за редким исключением не создавались и не издавались литературные сочинения на галисийском языке, на котором общались только в быту. «Язык Галисии был низведен до положения территориального диалекта, поэзия переживала упадок и до начала XIX века продолжала бытовать преимущественно в устной традиции».

## XIX век
Середина XIX века явилась эпохой так называемого решурдименто — возрождения галисийской литературы, замолкнувшей со времён короля Диниша и его преемников. 
Земледельческая Галисия выдвинула по преимуществу писателей и поэтов крестьянского быта, идеологов среднего крестьянства и народнической интеллигенции. Среди них нужно назвать следующие имена: Шоан Мануэл Пинтос (1811—1876), Франсиско Аньон (1812—1878), Шосе Мария Посада (1817—1886), и наиболее популярные: Росалия де Кастро (1837—1885) и Валентин Ламас Карвахал (1849—1906). Эдуардо Пондал (1835—1917) и Мануэл Куррос Энрикес (1851—1908) отобразили в своих поэмах быт бедноты и дали впервые поэтическое оформление социальному протесту крестьянства. Из прозаиков наиболее известны Аурелио Рибалта (1864—1940), Мануэл Лугрис Фрейре (1863—1940), Эраклио Перес Пласер (1866—1926) и Франсиска Эррера Карридо (1869—1950), первая женщина, избранная членом Королевской галисийской академии. Марилар Алейксандре также входит в Академию, она не только пишет на галисийском сама, но и переводит на него произведения современной литературы.

## Антологии на русском языке
- Лузитанская лира / Сост., предисл и комм. С. И. Пискуновой. — М.: Художественная литература, 1986.
- Поэзия трубадуров: Антология галисийской литературы / Составители: Елена Голубева, Елена Зернова; предисл.: Шесус Алонсо Монтеро; подготовка текстов и послесловие: Елена Голубева. — СПб.: Центр галисийских исследований СПбГУ при содействии изд. "Алетейя", 1995. — 237 с. — 2000 экз. — ISBN 5-85233-003-14 (ошибоч.) .
- Между двумя безмолвиями : Галисийская поэзия XIX — первой трети XX века / Пер. с галис. яз. / сост. Е. Голубевой, Е. Зерновой; отв. ред. Е. Зернова; предисл. Б. Лосада; подгот. текстов, послесл., справки об авт. и коммент. Е. Голубевой. — 1-е. — СПб. : Центр галисийских исследований СПбГУ, 1996. — 240 с. — (Антология галисийской литературы ; т. 2). — ISBN 5-88407-001-X.
- Новые голоса. Галисийская поэзия середины XX века / Сост. Е. Голубева, Е. Зернова; отв. ред. Е. Зернова; предисл. А. Таррио Варела. — СПб, 1997. — (Антология галисийской литературы ; т. 3). — ISBN 5-89091-020-5.
- На пороге нового тысячелетия. Галисийская поэзия конца XX века / Сост. Е. Голубева, Е. Зернова; отв. ред. Е. Зернова; предисл. Д. Вильянуэва. — Спб, 1999. — (Антология галисийской литературы ; т. 4). — ISBN 58-88-407-068-3
- Песни гайты. Галисийская народная поэзия / Сост. Е. Голубева, Е. Зернова; отв. ред. Е. Зернова; предисл. В. Андреев. — СПб, 2000. — (Антология галисийской литературы ; т. 5). — ISBN 5-288-02784-6
- Галисийские народные сказки / Сост. Е. Голубева, Е. Зернова; отв. ред. Е. Зернова; предисл. Св. Адоньева. — СПб, 2001. — (Антология галисийской литературы ; т. 6). — ISBN 5-288-03031-6
- Галисийский рассказ XX века / Сост., справки об авторах Е. Зернова; отв. ред. Е. Зернова; предисл. Л. Алонсо Хиргадо. — СПб, 2002. — (Антология галисийской литературы ; т. 7). — ISBN 5-288-03206-8
- Рассказы галисийских писательниц / Сост., справки об авторах Е. Зернова; отв. ред. Е. Зернова; предисл. А. Рекейшо. — СПб, 2003. — (Антология галисийской литературы ; т. 8). — ISBN 5-288-03370-6
- Подруга Печаль. Галисийские поэтессы XX столетия / Сост., справки об авторах Е. Зернова; отв. ред. Е. Зернова; предисл. Э. Гонсалес. — СПб, 2004. — (Антология галисийской литературы ; т. 9). — ISBN 5-288-03624-1.
- Росалия де Кастро. Стихи / Сост. Е. Голубева; отв. ред. Е. Зернова; предисл. Ш. Алонсо Монтеро. — СПб, 2005. — (Антология галисийской литературы ; т. 10). — ISBN 5-288-03882-1.
- Альфонсо Кастелао. Избранное / Сост. Е. Зернова; отв. ред. Е. Зернова; предисл. Р. Вильярес. — СПб, 2006. — (Антология галисийской литературы ; т. 11). — ISBN 978-5-288-04239-3.
- Рамон Кабанильяс. Избранное / Сост. Е. Зернова; отв. ред. Е. Зернова; предисл. Ф. Фернандес Рей. — СПб, 2007. — (Антология галисийской литературы ; т. 12). — ISBN 978-5-288-04524-0.
- Мануэль Куррос Энрикес. Поэзия / Сост. Е. Зернова; отв. ред. Е. Зернова; предисл. Х. М. Пас Гаго. — СПб, 2008. — (Антология галисийской литературы ; т. 13). — ISBN 978-5-288-04740-3.
- Эдуардо Пондаль. Поэзия / Сост. Е. Зернова; отв. ред. Е. Зернова; предисл. М. Феррейро. — СПб, 2009. — (Антология галисийской литературы ; т. 14). — ISBN 978-5-288-05006-0
- Луис Пиментель. Поэзия / Сост. Е. Зернова; отв. ред. Е. Зернова; предисл. М.-А. Мурадо. — СПб, 2010. — (Антология галисийской литературы ; т. 15). — ISBN 978-5-288-05132-6
- Эдуардо Бланко Амор. Избранное / Сост. Е. Зернова; отв. ред. Е. Зернова; предисл. М. Форкадела. — СПб, 2011. — (Антология галисийской литературы ; т. 16). — ISBN 978-5-288-05270-5
- Сельсо Эмилио Феррейро. Поэзия / Сост. Е. Зернова; предисл. Е. Зернова. — СПб, 2012. — (Антология галисийской литературы ; т. 17). — ISBN 978-5-8465-1256-6
- Росалия де Кастро. Галисийские песни / Сост. Е. Зернова; отв. ред. Е. Зернова, предисл. М. Ш. Лама. — СПб, 2013. — (Антология галисийской литературы ; т. 18). — ISBN 978-5-8465-1341-9
- Шосе Диас де Кастро. Нимбы / Сост. Е. Зернова; отв. ред. Е. Зернова, предисл. Ш. Ф. Руибаль. — СПб, 2014. — (Антология галисийской литературы ; т. 19). — ISBN 978-5-8465-1384-6
- Шосе Фильгейра Вальверде. Живая Кинтана / Сост. Е. Зернова; отв. ред. Е. Зернова, предисл. Ш. А. Монтеро. — СПб, 2015. — (Антология галисийской литературы ; т. 20). — ISBN 978-5-8465-1477-5